# Округ Кандл (Џорџија)
Кандл (енгл. Candler County) је округ у америчкој савезној држави Џорџија.

## Демографија
По попису из 2010. године број становника је 10.998, што је 1.421 (14,8%) становника више него 2000. године.
| Група             | 2000.         | 2010.         |
| Белци             | 6.028 (62,9%) | 6.949 (63,2%) |
| Афроамериканци    | 2.593 (27,1%) | 2.683 (24,4%) |
| Азијати           | 27 (0,3%)     | 57 (0,5%)     |
| Хиспаноамериканци | 882 (9,2%)    | 1.227 (11,2%) |
| Укупно            | 9.577         | 10.998        |